# Нарцистичка личност
Нарцистичка личност је синдром црта карактера типичан за особе које су самодовољне, заљубљене у себе саме, које нису у стању, нити им је стало да воле, већ само да буду вољене. Структура „нарцистичке личности” састоји се од фасаде нарциса, која обухвата особине срдачности, „топлине”, предусретљивости, шарма и друштвености, али и од особина као што су асоцијалност, безобзирни егоизам, емоционална хладноћа, прорачунљивост, безосећајност и цинизам, које се налазе испод „фасаде” и често представљају суштину такве личности.